# Dion Sims
Dion Sims (Detroit, 18 febbraio 1991) è un ex giocatore di football americano statunitense che ha militato nel ruolo di tight end nella National Football League (NFL). Fu scelto nel corso del quarto giro (106º assoluto) del Draft NFL 2013 dai Miami Dolphins. Al college ha giocato a football all’Università statale del Michigan.

## Carriera

### Miami Dolphins
Sims fu scelto nel corso del quarto giro del Draft 2013 dai Miami Dolphins. Debuttò come professionista partendo come titolare nella prima gara della stagione contro i Cleveland Browns. Nella settimana 3 contro gli Atlanta Falcons, Sims ricevette da Ryan Tannehill il passaggio da touchdown della vittoria a 38 secondi dal termine della gara. La sua stagione da rookie si concluse con 32 yard ricevute e un touchdown in 15 presenze, di cui 5 come titolare.
Il primo touchdown della stagione 2014, Sims lo segnò nella vittoria della settimana 4 contro i Raiders nella gara disputata a Londra. Il secondo fu nel penultimo turno contro i Minnesota Vikings, chiudendo la sua seconda annata con 24 ricezioni per 284 yard.

### Chicago Bears
Il 10 marzo 2017, Sims firmò con i Chicago Bears.

## Statistiche
| Partite totali         | 29  |
| Partite da titolare    | 7   |
| Ricezioni              | 30  |
| Yard su ricezione      | 316 |
| Touchdown su ricezione | 3   |

Statistiche aggiornate alla stagione 2013